# Pygarctia oslari
Pygarctia oslari är en fjärilsart som beskrevs av Rothschild 1910. Pygarctia oslari ingår i släktet Pygarctia och familjen björnspinnare. Inga underarter finns listade.